# Heilig-Kreuz-Kirche (Flechtorf)

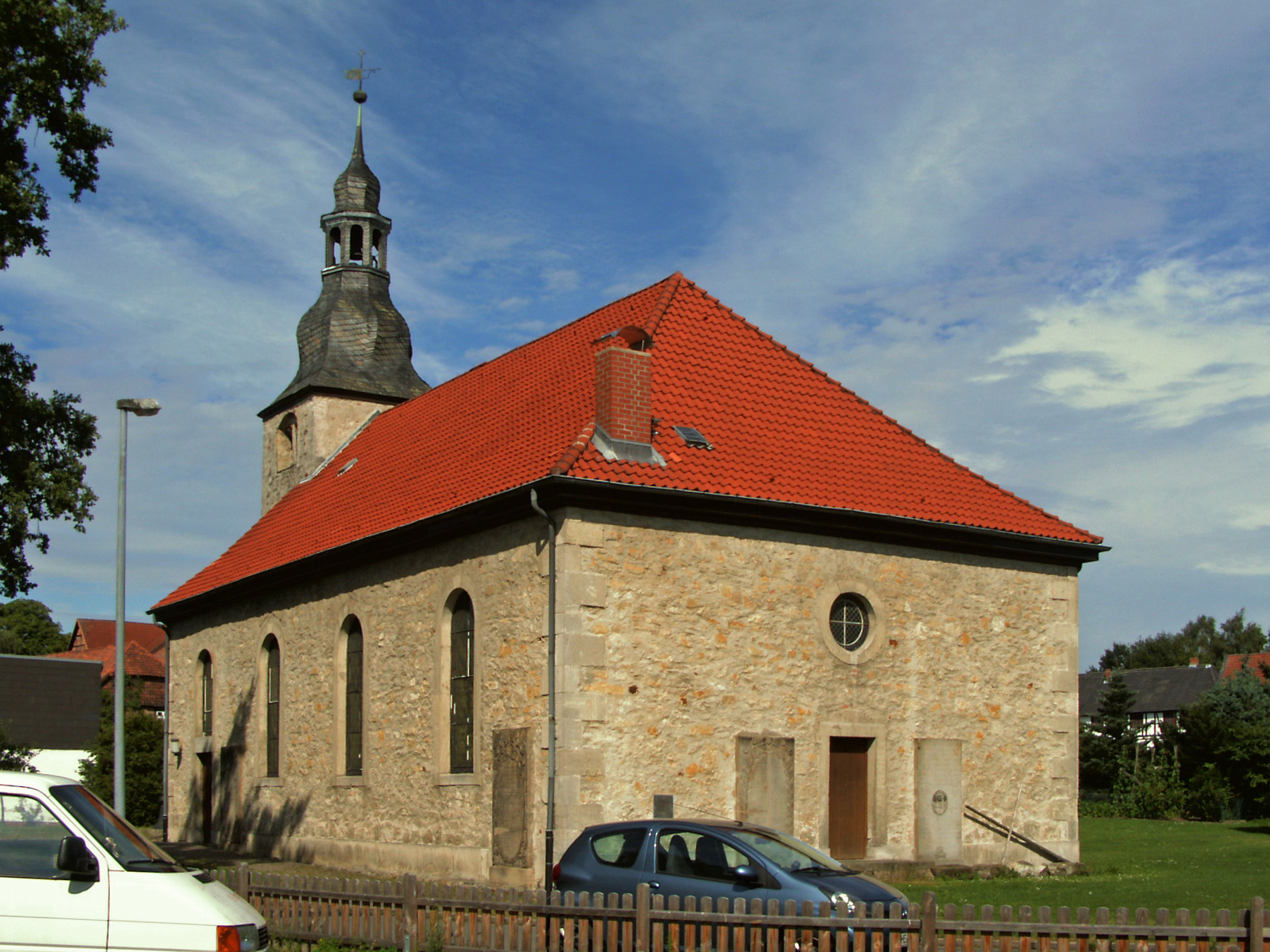
Heilig-Kreuz-Kirche

Die Heilig-Kreuz-Kirche  ist eine evangelisch-lutherische Kirche und die einzige Kirche in Flechtorf, einem Ortsteil der Gemeinde Lehre im Landkreis Helmstedt in Niedersachsen. Seit dem 1. Juli 2019 gehört die Kirchengemeinde Flechtorf zum Pfarrverband Schunter mit den weiteren Gemeinden Waggum, Bevenrode, Bienrode mit Bechtsbüttel, Lehre, Beienrode und Hordorf-Essehof-Wendhausen in der Evangelisch-lutherischen Landeskirche in Braunschweig.

## Geschichte
Unterlagen zum Gründungsdatum der Kirchengemeinde Flechtorf sind bisher nicht bekannt. Der älteste Nachweis der Kirche im Jahr 1020 stammt aus einem Schreiben von 1602. Der Herzog Ernst I. erzwang 1527 im Kloster Scharnebeck die Einführung der Reformation und während der Herrschaft seiner beiden Söhne wurde 1564 eine allgemeine Kirchenordnung geschaffen. 1568 erfolgte die erste General-Kirchenvisitation in Flechtorf durch Celler Geistliche, die sich in einem Visitationsprotokoll über die Klagen des damaligen Pastors Johan Carstens äußern.

### Gebäude
1612 erfolgte die erste schriftliche Vermögenserfassung der Kirchengemeinde, wobei die Baufälligkeit der Kirche erwähnt wurde. 1626 wurde die Kirche von feindlichen Truppen geplündert und 1640 wurde ein Kirchenneubau begonnen. 1803 wurde aufgrund der angefallenen Bauschäden und des schlechten Baugrundes ein neues Kirchenschiff geplant und 1806 eingeweiht. 1893 erfolgte die erste große Renovierung unter Regierungsbaumeister Richard Bierberg und die Ausmalung durch den Herzoglich-braunschweigischen Hof-Dekorationsmaler Adolf Quensen. Von 1979 bis 1983 wurde eine weitere Renovierung durchgeführt und 1983 weihte Landesbischof Gerhard Müller die Kirche wieder ein.

## Orgel
1854 wurde die Orgel von dem Orgelbauer Christian Sölter in Schöningen gebaut. Die erste Renovierung erfolgte 1960 und eine weitere im Rahmen der Innenrenovierung der Kirche von 1979 bis 1983. Mithilfe von Bundesmitteln wurde das Instrument in seiner originalen Gestalt restauriert und wiederaufgebaut, wobei Klaviaturen, Regierwerk und Mechanik neu erstellt wurden; 1985 wurde die restaurierte Orgel im Rahmen eines Festgottesdienstes eingeweiht.

## Glocken
Den Grundton des Geläutes bestimmte eine 1693 gegossene, fast 1 m hohe und 442 kg schwere große Glocke. 1694 ließ die Gemeinde eine kleine und 1697 eine mittlere Glocke anfertigen. 1938 bekam während eines Sterbegeläutes die große Glocke einen Sprung und am 21. August 1938 erfolgte die Einweihung einer neuen großen Glocke. 1793 wurde eine neue, kleine Glocke und 1826 auch noch eine neue zweite, mittlere Glocke aus Bronze angefertigt. Die mittlere Glocke wurde im Ersten Weltkrieg beschlagnahmt und abtransportiert. Nach Kriegsende bemühte sich die Gemeinde um einen Ersatz und 1921 fand die Einweihung einer neuen, 300 kg schweren und auf den Ton cis‘ gestimmten Guss-Stahlglocke statt. Aufgrund einer Anordnung des Beauftragten für den Vierjahresplan vom 15. März 1940 mussten die kleine Betglocke von 1793 und die 1938 angeschaffte große Glocke gemeldet werden. 1943 wurden beide Bronzeglocken beschlagnahmt und abtransportiert, ebenso der Messingkronleuchter und die beiden Altarleuchter aus Zinn mit der Jahreszahl 1718. 1947 wurde die kleine Glocke unbeschädigt in einem Getreidespeicher des Hamburger Hafens gefunden. 1955 nahm sie nach der Renovierung des Kirchturms den Platz oben in der Turmlaterne ein. Die abgelieferte große Bronzeglocke wurde bislang nicht gefunden.